# Матешук Вікторія Вікторівна
Вікторія Вікторівна Матешук (Лисечко, нар. 12 лютого 1969, Запоріжжя) — українська волейболістка. Учасниця літніх Олімпійських ігор в Атланті і чемпіонату світу 1994 року. Майстер спорту України міжнародного класу.

## Із біографії
У складі збірної України виступала на літніх Олімпійських іграх 1996 року і чемпіонаті світу 1994 року.. Чемпіонка світу серед молоді 1988 року, бронзова призерка першості Європи 1993. На клубному рівні вона грала за «Орбіту» (Запоріжжя), команди з Югославії, Німеччини і Туреччини. Переможниця Кубка конфедерації 1989 і Кубка СРСР 1985.
У 2005 році почала працювати головним тренером команди вищої ліги «Академії-ЗІЕІТ» (Запоріжжя).

## Клуби
| Роки      | Команди              |
| --------- | -------------------- |
|           | «Орбіта» (Запоріжжя) |
|           | Югославія            |
| 1996      | «Баєр» (Леверкузен)  |
| 1999—2001 | «Каршияка» (Ізмір)   |